# العلاقات البرتغالية البريطانية
العلاقات البرتغالية البريطانية هي العلاقات الثنائية التي تجمع بين البرتغال والمملكة المتحدة.

## مقارنة بين البلدين
هذه مقارنة عامة ومرجعية للدولتين:
| وجه المقارنة                                              | البرتغال                                                  | المملكة المتحدة                 |
| --------------------------------------------------------- | --------------------------------------------------------- | ------------------------------- |
| المساحة (كم2)                                             | 92.21 ألف                                                 | 242.50 ألف                      |
| عدد السكان (نسمة)                                         | 10.60 مليون                                               | 66.02 مليون                     |
| الكثافة السكانية (ن./كم²)                                 | 114.95                                                    | 272.25                          |
| العاصمة                                                   | لشبونة                                                    | لندن                            |
| اللغة الرسمية                                             | اللغة البرتغالية، اللغة الميراندية                        | لغة إنجليزية، اللغة الويلزية    |
| العملة                                                    | يورو، اسكودو برتغالي                                      | جنيه إسترليني                   |
| الناتج المحلي الإجمالي (بليون دولار)                      | 217.57 مليار                                              | 2.62 تريليون                    |
| الناتج المحلي الإجمالي (تعادل القوة الشرائية) بليون دولار | 307.82 مليار                                              | 2.72 تريليون                    |
| الناتج المحلي الإجمالي الاسمي للفرد دولار أمريكي          | 19.22 ألف                                                 | 43.88 ألف                       |
| الناتج المحلي الإجمالي للفرد دولار أمريكي                 | 28.76 ألف                                                 | 40.23 ألف                       |
| مؤشر التنمية البشرية                                      | 0.830                                                     | 0.907                           |
| رمز المكالمات الدولي                                      | +351                                                      | +44                             |
| رمز الإنترنت                                              | .pt                                                       | .uk، .gb                        |
| المنطقة الزمنية                                           | توقيت غرب أوروبا، توقيت غرب أوروبا الصيفي، أوروبا/لشبونة ‏ | توقيت غرينيتش، توقيت غرب أوروبا |

## مدن متوأمة
في ما يلي قائمة باتفاقيات التوأمة بين مدن برتغالية وبريطانية:
- ترتبط توريس فيدراس مع ويلينغتون [الإنجليزية]‏ باتفاقية توأمة.
- ترتبط فيانا دو كاستيلو مع لانكستر باتفاقية توأمة.
- ترتبط بورتو مع برستل باتفاقية توأمة منذ 1984.
- ترتبط Sesimbra [الإنجليزية]‏ مع Sherborne [الإنجليزية]‏ باتفاقية توأمة.
- ترتبط فونشال مع جبل طارق باتفاقية توأمة.
- ترتبط ليريا مع Borough of Halton [الإنجليزية]‏ باتفاقية توأمة.
- ترتبط Condeixa-a-Nova [الإنجليزية]‏ مع Pontypool [الإنجليزية]‏ باتفاقية توأمة منذ 1999.[16]
- ترتبط ألبوفيرا مع فايف (اسكتلندا) باتفاقية توأمة.

## منظمات دولية مشتركة
يشترك البلدان في عضوية مجموعة من المنظمات الدولية، منها:
| علم المنظمة | اسم المنظمة                               | تاريخ انضمام البرتغال | تاريخ انضمام المملكة المتحدة |
| ----------- | ----------------------------------------- | --------------------- | ---------------------------- |
|             | وكالة الفضاء الأوروبية                    | ?                     | 28 مارس 1978                 |
|             | بنك التنمية الآسيوي                       | 2002                  | 1966                         |
|             | الاتحاد الأوروبي                          | 1986                  | 1973                         |
|             | وكالة ضمان الاستثمار متعدد الأطراف        | 6 يونيو 1988          | 12 أبريل 1988                |
|             | منظمة التعاون الاقتصادي والتنمية          | 4 أغسطس 1961          | 2 مايو 1961                  |
|             | الأمم المتحدة                             | 14 ديسمبر 1955        | 24 أكتوبر 1945               |
|             | الوكالة الدولية للطاقة                    | ?                     | ?                            |
|             | الفريق المعني برصد الأرض                  | ?                     | ?                            |
|             | مركز تنسيق الحركة في أوروبا ‏              | ?                     | ?                            |
|             | منظمة حظر الأسلحة الكيميائية              | ?                     | ?                            |
|             | منظمة التجارة العالمية                    | ?                     | 1995                         |
|             | منظمة الشرطة الجنائية الدولية             | ?                     | ?                            |
|             | البنك الإفريقي للتنمية                    | ?                     | ?                            |
|             | منظمة الأمن والتعاون في أوروبا            | 25 يونيو 1973         | 25 يونيو 1973                |
|             | مؤسسة التنمية الدولية                     | 29 ديسمبر 1992        | 24 سبتمبر 1960               |
|             | حلف شمال الأطلسي                          | 4 أبريل 1949          | 4 أبريل 1949                 |
|             | نظام تحكم تكنولوجيا القذائف               | 1992                  | 1987                         |
|             | يونسكو                                    | 11 مارس 1965          | 4 نوفمبر 1946                |
|             | مجلس أوروبا                               | ?                     | 5 مايو 1949                  |
|             | الاتحاد البريدي العالمي                   | ?                     | ?                            |
|             | البنك الدولي للإنشاء والتعمير             | 29 مارس 1961          | 27 ديسمبر 1945               |
|             | اتفاقية السماوات المفتوحة                 | ?                     | ?                            |
|             | المنظمة الهيدروغرافية الدولية             | ?                     | ?                            |
|             | المرصد الأوروبي الجنوبي                   | 2001                  | 2002                         |
|             | الاتحاد الدولي للاتصالات                  | 1866                  | 24 فبراير 1871               |
|             | مؤسسة التمويل الدولية                     | 8 يوليو 1966          | 20 يوليو 1956                |
|             | المنظمة الأوروبية لسلامة الملاحة الجوية   | 1986                  | 1960                         |
|             | المركز الدولي لتسوية المنازعات الاستشارية | 1 أغسطس 1984          | 18 يناير 1967                |
|             | مجموعة أستراليا                           | 1985                  | 1985                         |
|             | مجموعة الموردين النوويين                  | ?                     | ?                            |

## أعلام
هذه قائمة لبعض الشخصيات التي تربطها علاقات بالبلدين:
- آنا فري (29 يونيو 1987 – )
- الكسندر إليس (دبلوماسي بريطاني، 5 يونيو 1967 – )
- تياغو إيلوري (لاعب كرة قدم برتغالي، 26 فبراير 1993[30] – )
- تيريزا هاينز (5 أكتوبر 1938[31] – )
- جورج كانينغ (11 أبريل 1770[32][33][34] – 8 أغسطس 1827[32][33][34])
- جون هولمز (دبلوماسي بريطاني، 29 أبريل 1951 – )
- دوارتي الأول (31 أكتوبر 1391 – 9 سبتمبر 1438)
- كلود مورايس (سياسي بريطاني، 22 أكتوبر 1965 – )
- كورتيس ارين (31 مايو 1963 – )
- ماركيز دي بومبال (13 مايو 1699[35][36][37] – 8 مايو 1782[35][36][37])
- مانويل تيكسيرا جوميز (27 مايو 1860 – 18 أكتوبر 1941)
- مانويل لوبو أنتونيس (سياسي برتغالي، 27 يونيو 1958 – )
- ميا روز (موسيقية بريطانية، 26 يناير 1988 – )
- ميغيل دا باز (23 أغسطس 1498 – 19 يوليو 1500)
- هنري الملاح (4 مارس 1394 – 13 نوفمبر 1460[38][39])

## وصلات خارجية
- موقع وزارة الخارجية البرتغالية
- موقع وزارة الخارجية البريطانية